# Grand Prix de l'Institut d'histoire de l'Amérique française
 (août 2023).
Si vous disposez d'ouvrages ou d'articles de référence ou si vous connaissez des sites web de qualité traitant du thème abordé ici, merci de compléter l'article en donnant les références utiles à sa vérifiabilité et en les liant à la section « Notes et références ».
Le Grand Prix de l'Institut d'histoire de l'Amérique française (autrefois prix Lionel-Groulx) est un prix littéraire canadien décerné par l'Institut d'histoire de l'Amérique française depuis 1979, récompensant annuellement le meilleur ouvrage ayant pour sujet l'histoire de l'Amérique française et d'un point de vue scientifique. Seules les œuvres originales, publiées l'année précédente en français ou en anglais, sont éligibles.
Le prix est d'abord nommé en l'honneur de Lionel Groulx. Le 25 octobre 2024, l'assemblée générale de l'IHAF adopte à l'unanimité une résolution changeant le nom du prix pour Grand Prix de l'Institut d'histoire de l'Amérique française.

## Lauréats et lauréates
- 1979 : Serge Gagnon, Le Québec et ses historiens de 1840 à 1920 : La Nouvelle-France de Garneau à Groulx, vol. 23, Presses de l’Université Laval, coll. « Cahiers d’histoire », 1978, 274 p. (OCLC 635653404).
- 1980 : Jacques Rouillard, Les syndicats nationaux au Québec 1900-1930, vol. 24, Québec, Presses de l’Université Laval, coll. « Cahiers d’histoire », 1979, 342 p. (ISBN 978-2-7637-6839-7, OCLC 466586126).
- 1981 : René Hardy, Les zouaves : une strategie du clerge quebecois au xixe siecle, Montréal, Boréal Express, 1980, 312 p. (ISBN 978-2-89052-014-1, OCLC 299354958).
- 1982 : Jacques Mathieu, Le commerce entre la Nouvelle-France et les Antilles au XVIIIe siècle, Montréal, Fides, 1981, 276 p. (OCLC 644370097).
- 1983 : Nicole Thivierge, École Ménagères et instituts familiaux : un modèle féminin traditionnel, Québec, 1982, 475 p. (ISBN 978-2-89224-022-1, OCLC 299374076).
- 1984 : Christian Pouyez, Yolande Lavoie et al., Les Saguenayens : introduction à l'histoire des populations du Saguenay, XVIe – XXe siècles, Sillery, Québec, Presses de l'Université du Québec, 1983, 386 p. (ISBN 978-2-7605-0329-8, OCLC 21338708).
- 1985 : René Hardy et Normand Séguin, Forêt et société en Mauricie : la formation de la région de Trois-Rivières, 1830-1930, Montréal : Boréal Express, Ottawa : Musée national de l'homme, 1984, 222 p. (OCLC 605942652).
- 1986 : Denys Delâge, Le pays renversé : Amérindiens et Européens en Amérique du nord-est, 1600-1664, vol. 25, Montréal, Boréal, coll. « Boréal compact », 1995, 416 p. (ISBN 978-2-89052-370-8, OCLC 716930648).
- 1987 : (en) Brian Young, In Its Corporate Capacity : The Seminary of Montreal As a Business Institution, 1816-1876, McGill-Queen's University Press, 1986, 304 p. (ISBN 978-0-7735-6109-0, OCLC 940562988).
- 1988 : Hubert Charbonneau, André Guillemette, Jacques Légaré et al., Naissance d'une population : les français établis au Canada au XVIIe siècle, Montréal, Presses universitaires de Montréal, 1987 (ISBN 978-2-7606-0806-1, OCLC 470473381).
- 1989 : Fernande Roy, Progrès, harmonie, liberté : le libéralisme des milieux d'affaires francophones de Montréal au tournant du siècle, Montréal, Boréal, 1988, 301 p. (OCLC 597425047).
- 1990 : Denise Lemieux et Lucie Mercier, Les Femmes au tournant du siècle, 1880-1940, Québec, Institut québécois de recherche sur la culture, 1989, 400 p. (OCLC 49105214).
- 1991 : Serge Courville, Entre ville et campagne : l'essor du village dans les seigneuries du Bas-Canada, Québec, Presses de l'Université Laval, 1990, 335 p. (OCLC 327096001).
- 1992 : (en) John Irvine Little, Crofters and Habitants : Settler Society, Economy, and Culture in a Quebec Township, 1848-1881, McGill-Queen's University Press, 1991, 392 p. (ISBN 978-1-282-85183-2, OCLC 732600730).
- 1993 : Paul-André Linteau, Histoire de Montréal depuis la Confédération, Montréal, Boreal, 2000, 622 p. (ISBN 978-2-7646-0080-1, OCLC 964240330).
- 1994 : Allan Greer, The patriots and the people : the rebellion of 1837 in rural Lower Canada, vol. 49, Toronto, University of Toronto Press, coll. « Social history of Canada », 1993, 385 p. (ISBN 978-1-4426-5732-8, OCLC 903967851).
- 1995 : Louise Dechêne, Le partage des subsistances au Canada sous le régime français, Montréal, Boréal, 1994, 283 p. (ISBN 978-2-89052-620-4, OCLC 30362270).
- 1996 : Serge Courville, Jean-Claude Robert et Normand Séguin, Atlas historique du Québec : le pays laurentien au XIXe siècle : les morphologies de base, Sainte-Foy, Les Presses de l'Université Laval, 1995, 171 p. (ISBN 978-2-7637-7376-6, OCLC 319942772, lire en ligne).
- 1997 : Gérard Bouchard, Quelques arpents d'Amérique : population, économie, famille au Saguenay, 1838-1971, Québec, Boréal, 1996, 635 p. (ISBN 978-2-89052-715-7, OCLC 487310477).
- 1998 : -
- 1999 : Patrice Groulx, Pièges de la mémoire : Dollard des Ormeaux, les Amérindiens et nous, Hull, Vents d'Ouest, 1998, 436 p. (ISBN 978-2-921603-70-6, OCLC 300447881).
- 2000 : (en) Vivian Nelles, The art of nation-building : pageantry and spectacle at Québec's tercentenary, Toronto, University of Toronto Press, 1999, 397 p. (ISBN 978-1-4426-2800-7, OCLC 903968061).
- 2001 : Ollivier Hubert, Sur la terre comme au ciel : la gestion des rites par l'Église catholique du Québec : fin XVIIe-mi-XIXe siècle, Sainte-Foy, Presses de l'Université Laval, 2000, 341 p. (ISBN 978-2-7637-7721-4, OCLC 48893239, lire en ligne).
- 2002 : Gervais Carpin, Le réseau du Canada : étude du mode migratoire de la France vers la Nouvelle-France, 1628-1662, Sillery, Septentrion ; Paris : Presses de l'Université Paris-Sorbonne, 2003 (présenté à l'origine comme thèse (de doctorat de l'auteur-université laval, 1999)), 552 p. (ISBN 978-2-89448-197-4, OCLC 936617739, lire en ligne).
- 2003 : (en) Colin Coates et Cecilia Morgan, Heroines and History : Representations of Madeleine de Verchères and Laura Secord, Toronto, University of Toronto Press, 2002 (ISBN 978-1-4426-7572-8, OCLC 1004868370).
- 2004 : Dominique Deslandres, Croire et faire croire : les missions françaises au XVIIe siècle, Paris, Fayard, 2003, 633 p. (ISBN 978-2-213-61229-4, OCLC 717556805).
- 2005 : Denyse Baillargeon, Un Québec en mal d'enfants : la médicalisation de la maternité, 1910-1970, Montréal, Éditions du Remue-ménage, 2004, 373 p. (ISBN 978-2-89091-218-2, OCLC 56319017).
- 2006 : (en) Naomi Griffiths, From Migrant to Acadian : a North American Border People, 1604-1755, Montréal, McGill-Queen's University Press, 2006, 654 p. (ISBN 978-0-7735-7186-0, OCLC 951200020).
- 2007 : (en) Donald Fyson, Magistrates, police, and people : everyday criminal justice in Quebec and Lower Canada, 1764-1837, Toronto, University of Toronto Press, 2006, 467 p. (ISBN 978-1-4875-9563-0, OCLC 608164470).
- 2008 : Martin Petitclerc, Nous protégeons l'infortune : les origines populaires de l'économie sociale au Québec, Montréal, VLB Éditeur, 2007, 278 p. (ISBN 978-2-89005-966-5, OCLC 167765288).
- 2009 : Louise Dechêne, Hélène Paré et al., Le peuple, l'État et la guerre au Canada sous le Régime français, Montréal, Boréal, 2008, 664 p. (ISBN 978-2-7646-0737-4, OCLC 937808880).
- 2010 : (en) Beatrice Craig, Backwoods Consumers and Homespun Capitalists : The Rise of a Market Culture in Eastern Canada, Toronto, University of Toronto Press, 2009 (ISBN 978-1-4426-8739-4, OCLC 1004867507).
- 2011 : Michel Ducharme, Le concept de liberté au Canada à l'époque des Révolutions atlantiques (1776-1838), Montréal, McGill-Queen's University Press, 2009, 361 p. (ISBN 978-0-7735-7602-5, OCLC 951204082, lire en ligne).
- 2012 : -
- 2013 : (en) Bruce Curtis, Ruling by schooling Quebec : conquest to liberal governmentality - a historical sociology, Toronto, University of Toronto Press, 2012, 563 p. (OCLC 816329341).
- 2014 : Marcel Moussette et Gregory A Waselkov, Archéologie de l'Amérique coloniale française, Montréal, Lévesque éditeur, 2014, 458 p. (ISBN 978-2-924186-39-8, OCLC 937030453).
- 2015 : (en) Brian Young, Patrician families and the making of Quebec : the Taschereaus and McCords, Montreal ; Kingston, McGill-Queen's University Press, 2014, 452 p. (ISBN 978-0-7735-4436-9, OCLC 879528852).
- 2016 : (en) Mary Anne Poutanen, Beyond brutal passions : prostitution in early nineteenth-century Montreal, vol. 30, Montréal ; Kingston ; London ; Ithaca, McGill-Queen's University Press, coll. « Studies on the history of Quebec », 2015, 409 p. (ISBN 978-0-7735-4533-5, OCLC 895338539).
- 2017 : Gilles Havard, Histoire des coureurs de bois : Amérique du Nord, 1600-1840, Paris, Les Indes savantes, 2016, 885 p. (ISBN 978-2-84654-424-5, OCLC 953763124).
- 2018 : Mario Mimeault, La Pêche à la morue en Nouvelle-France, Québec, Septentrion, 2017 (ISBN 978-2-89448-887-4 et 2-89448-887-4, OCLC 982348427)
- 2019 : (en) Christopher M. Parsons, A Not-So-New World : Empire and Environment in French Colonial North America, Philadelphia (Pa), University of Pennsylvania Press, 2018, 258 p. (ISBN 978-0-8122-5058-9 et 0-8122-5058-3, OCLC 1027730040, lire en ligne)
- 2020 : (en) Cécile Vidal, Caribbean New Orleans. Empire, Race, and the Making of a Slave Society, The University of North Carolina Press, 2019
- 2021 : Paul-André Dubois, Lire et écrire chez les Amérindiens de Nouvelle-France. Aux origines de la scolarisation et de la francisation des Autochtones du Canada, Presses de l’Université Laval, 2020
- 2022 : Catherine Larochelle, L'École du racisme. La construction de l'altérité à l'école québécoise (1830-1915), Presses de l'Université de Montréal, 2021, 352 p.  (ISBN 978-2-7606-4467-0)
- 2023 : Steven High, Deindustrializing Montreal. Entangled Histories of Race, Residence, and Class, McGill-Queen's University Press, 2022, 440 p.  (ISBN 9780228010753)
- 2024 : Benoît Grenier, Persistances seigneuriales. Histoire et mémoire de la seigneurie au Québec depuis son abolition, Éditions du Septentrion, 2023, 264 p.  (ISBN 9782897914325)